# 宮脇優
宮脇 優（みやわき ゆう、2001年 11月29日 -）は、日本の俳優である。大阪府出身。ベンヌ所属。

## 来歴
第31回ジュノン・スーパーボーイ・コンテストでベスト30に選ばれる。
2025年、初主演舞台「ミュージカル『メメント・モリ〜僕が愛した日々〜』にて赤場七翔役を演じた。
2025年3月21日 オフィシャルサイト開設。

## 人物
- 身長170cm。血液型A型。[1]
- 趣味 - ボウリング、ボードゲーム、スキンケア[1]
- 特技 - バドミントン、サッカー、モノマネ[1]

## 出演

### ミュージカル
- ミュージカル『テニスの王子様』4thシーズン - 葵剣太郎 役[1][2]
  - 青学vs六角（2023年7月15日 - 23日、TACHIKAWA STAGE GARDEN / 7月28日 - 8月6日、COOL JAPAN PARK OSAKA WWホール / 8月18日 - 20日、名古屋文理大学文化フォーラム（稲沢市民会館） 大ホール / 8月26日 - 9月3日、日本青年館ホール）
  - 青学vs立海（2024年1月13日 - 21日、TACHIKAWA STAGE GARDEN / 1月26日 - 2月3日、オリックス劇場 / 2月9日 - 11日、土岐市文化プラザ サンホール / 2月23日 - 3月2日、日本青年館ホール）
  - 青学vs比嘉（1月11日 - 19日、日本青年館ホール / 1月25日 - 2月2日、梅田芸術劇場 メインホール / 2月8日 - 15日、TACHIKAWA STAGE GARDEN）
- ミラクル☆ステージ『サンリオ男子』 〜One More Time〜（2023年11月、東京） - 西宮諒 役[1]
- バンブー・サマー2024（2024年3月、劇場MOMO） - 井上智基 役[1]
- 『戦隊大失格』ザ・ショー（9月11日 - 16日、シアターGロッソ） - 碧流亜乱 役[1]
- 舞台「黄昏の王」（2024年10月、こくみん共済 coop ホール／スペース・ゼロ）- ブレイク 役[1]

### 映画
- 「温泉シャーク」（2025年）[1]